# Марченко Марина Анатоліївна
Марина Анатоліївна Марченко (рос. Марченко Марина Анатольевна; нар. 12 липня 1985, Сєвєродонецьк) — українська волейболістка, догравальниця збірної України.

## Біографія

### Клубна кар'єра
Волейболом зайнялася в п'ятому класі у віці 10 років. Першим тренером був Геннадій Кунжапов, який запросив Марину в секцію волейболу ДЮСШ № 2. Кілька разів Марина кидала волейбол через неуспішність у навчанні, проте щоразу Кунжапов повертав її у волейбол. Першим клубом в її кар'єрі стала команда «Сєвєродончанка». Після декількох невдалих спроб виходу команди у Вищу лігу покинула «Северодончанку» і пішла в «Круг» з Черкас, хоча її запрошувала команда «Хімволокно».
У складі черкаського клубу Марина грала з такими зірками, як Антоніна Кривобогова, Світлана Мор, Ніна Петренко, Ольга Петрашова і Ганна Матушкіна, з якими вона спілкується і зараз. У рік свого дебюту вона відразу ж потрапила в основний склад, виходячи переважно наприкінці партії. Однак потім травма плеча вибила Марину з ладу: вона виступала виключно на позиції приймаючої. Продовжувала грати на позиції ліберо в основному складі, а нападаючою була лише в дублі. Стараннями тренера «Круга» Сергія Голотова вона повернулася в основний склад, навчившись у нього і блоку, і прийому, і нападу, і веденню гри. Марина фактично стала гравцем «четвертої зони».
До 2009 року Марина не приймала пропозицій інших клубів (як українських, так і іноземних). Пропозицію з Казахстану зі зміною громадянства вона відразу ж відхилила. Лише у 2009 році в березні вона перейшла у французький клуб «Канн» на місце однієї травмованої спортсменки, але її ж від'їзд послабив команду «Круг», яка була до того моменту лідером чемпіонату України. За півтора місяця Марина стала основним гравцем основи французького клубу, чому сприяли майже всі спортсменки: крім чотирьох, усі дівчата говорили і розуміли по-російськи (серед них Ірина Поліщук, Олександра Фоміна, Амадея Дуракович, Ева Янева та інші). У кожному матчі Марині доводилося викладатися повністю, оскільки «Канни» були лідером чемпіонату, і кожна команда чемпіонату Франції бажала обіграти лідера. У сезоні 2009/2010 року Марина виступила у фіналі чотирьох Ліги чемпіонів, встигнувши до того моменту виграти чемпіонат і кубок країни. Однак уже в першому матчі «Канни», будучи господарями турніру, програли турецькому «Фенербахче» і не вийшли у фінал.
З 2011 року Марина грає в Росії, хоча їй надходили пропозиції з Азербайджану, Туреччини та Італії. Дебют відбувся у складі команди «Омичка» на турнірі за ініціативи уряду Омська. Перша гра проти «Самородка» пройшла дуже важко, але потім Марина зуміла увійти в гру і закріпилася в команді. Раніше Марина бачила вживу матч чемпіонату Росії саме з участю «Омички» і «Самородка» у першому ж турі. З 2011 року вона виступає за московське «Динамо». У складі омської команди вона стала фіналістом кубка Росії, а з «Динамо» вийшла у фінал чемпіонату Росії.

### У збірній
У збірній України Марина дебютувала у 2006 році на відбірковому турнірі чемпіонату Європи. У 2011 році, коли національна команда готувалася до першого за останні 8 років виступу у фінальній стадії європейської першості, тренер Володимир Бузаєв викликав Марину як самого досвідченого легіонера збірної. Однак на тренуванні, що відбулося за кілька годин до першої гри збірної України проти Німеччини, Марченко потягнула зв'язку і ця травма не дозволила їй зіграти в одному з матчів турніру. Українська команда зазнала трьох поразок у своїй групі і посіла передостаннє (15-е) місце.

## Клуби
- 1998—2001:  «Сєвєродончанка» (Сєвєродонецьк)
- 2003—2009:  «Круг» (Черкаси)
- 2009—2011:  «Расинг Клуб де Канн» (Канни)
- 2011—2012:  «Омичка» (Омськ)
- 2012—2015:  «Динамо» (Москва)
- 2017—2018:  «Сариєр Беледієсі»

## Досягнення

### Командні
- Чемпіонат України
  - Чемпіонка: 2004/2005, 2005/2006, 2006/2007, 2007/2008
  - Срібна призерка: 2001/2002, 2008/2009
  - Бронзова призерка: 2002/2003, 2003/2004
- Переможниця Кубка України: 2004/2005, 2005/2006, 2006/2007, 2007/2008
- Чемпіонка Франції: 2008/2009, 2009/2010, 2010/2011
- Переможниця Кубка Франції: 2008/2009, 2009/2010, 2010/2011
- Срібна призерка чемпіонату Росії: 2012/2013, 2013/2014
- Переможниця Кубка Росії: 2013/2014
- Фіналістка Кубку Росії: 2011/2012
- Бронзова призерка Ліги чемпіонів 2010.

### Індивідуальні
- Краща нападниця Кубка України 2008